# Marcel Landers
Marcel Landers (* 24. August 1984 in Oberhausen) ist ein ehemaliger deutscher Fußballspieler.

## Karriere
Marcel Landers wurde in Oberhausen geboren und erlernte das Fußballspielen bei Rot-Weiß Oberhausen. Nachdem er sämtliche Jugendjahrgänge durchlaufen hatte, stand er bis 2005 im Kader der zweiten RWO-Mannschaft und stieß dann zum ersten Team, das in der Regionalliga Nord spielte. In seiner ersten Spielzeit stieg Landers mit dem Verein ab. Im folgenden Oberligajahr 2006/07 stieg er wieder in die Regionalliga Nord auf und meisterte anschließend mit RWO den Aufstieg in die 2. Bundesliga. Am 2. Spieltag der Saison 2008/09 gab Landers gegen den FC Ingolstadt 04 sein Zweitligadebüt. In den folgenden drei Jahren kam Marcel Landers zu insgesamt 76 Einsätzen in der 2. Bundesliga, bei denen er jedoch häufig ein- oder ausgewechselt wurde.
Nachdem die Saison 2010/11 für RWO mit dem Abstieg in die 3. Liga endete, unterschrieb Landers im Juni 2011 einen Zwei-Jahres-Vertrag beim Regionalligisten Wuppertaler SV Borussia. Im Januar 2013 löste er dort seinen Vertrag wieder auf und kehrte zu Rot-Weiß Oberhausen zurück. Zur Saison 2014/15 wurde er Kapitän der Oberhausener U-23-Reserve, im Januar 2016 schloss er sich dem Landesligisten DJK Arminia Klosterhardt an. Dort ließ Landers im Frühjahr 2017 auch seine aktive Laufbahn endgültig ausklingen.

## Erfolge
mit Rot-Weiß Oberhausen:
- Aufstieg in die Regionalliga Nord: 2006/07
- Aufstieg in die 2. Bundesliga: 2007/08